# Luís Gomes (wielrenner)
Luís Gabriel Silva Gomes (Vila Nova de Gaia, 7 mei 1994) is een Portugees wielrenner.

## Carrière
In 2015 won Gomes het jongerenklassement van de Grote Prijs van Guadiana. Later dat jaar won hij de laatste etappe in de Ronde van Portugal van de Toekomst, waardoor hij zijn vierde plaats in het algemeen klassement veilig stelde.
In 2016 won Gomes de tweede etappe in de Ronde van Portugal van de Toekomst, waardoor hij de leiderstrui overnam van Xuban Errazkin. Deze trui verloor hij een dag later aan Miguel Flórez. In het algemeen klassement eindigde hij op de vijftiende plek, op meer dan vierenhalve minuut van Wilson Rodríguez. Voor het seizoen 2017 tekende hij een contract bij RP-Boavista. Namens die ploeg werd hij in februari veertiende in de Ronde van Alentejo. In 2019 won hij de zevende etappe en het bergklassement in de Ronde van Portugal. In 2020 maakte hij de overstap naar de wielerploeg Kelly-InOutBuild-UD Oliveirense in dat jaar won hij de eerste etappe in de Ronde van Portugal.

## Overwinningen
2015
Jongereklassement Grote Prijs van Guadiana
4e etappe Ronde van Portugal van de Toekomst
2016
2e etappe Ronde van Portugal van de Toekomst
2019
7e etappe Ronde van Portugal
Bergklassement Ronde van Portugal
2020
1e etappe Ronde van Portugal
Puntenklassement Ronde van Portugal
2022
7e etappe Ronde van Portugal

## Ploegen
- 2017 –  RP-Boavista
- 2018 –  Rádio Popular-Boavista
- 2019 –  Rádio Popular-Boavista
- 2020 –  Kelly-InOutBuild-UD Oliveirense
- 2021 –  Kelly-InOutBuild-UD Oliveirense
- 2022 –  Kelly-InOutBuild-UD Oliveirense
- 2023 –  Kelly-InOutBuild-UD Oliveirense
- 2024 –  GI Group Holding-Simoldes-UDO

Benta · Cardoso · Gomes · Gonçalves · Moreira · Pelegrí · Rodrigues · Salgado · Silin · Trofimov